# Macaronésie
Ne doit pas être confondu avec Micronésie.
Pour la phytorégion, voir Macaronésie (phytorégion).
La Macaronésie est un ensemble de quatre archipels volcaniques de l'océan Atlantique nord, à l'ouest des côtes de l'Afrique et de l'Europe : Açores, Madère, Canaries et Cap-Vert. Chaque archipel est constitué de plusieurs îles formées par des monts sous-marins qui se sont élevés au-dessus de la surface de l'océan.

## Généralités
Chaque archipel de la Macaronésie est une entité politique distincte : les Açores et Madère sont des régions autonomes du Portugal, les Canaries forment une communauté autonome d'Espagne et le Cap-Vert est une nation indépendante, membre des Nations unies. Politiquement, les archipels du Portugal et de l'Espagne font partie de l'Union européenne, tandis que le Cap-Vert est membre de l'Union africaine. Géologiquement, la majeure partie de la Macaronésie appartient à la plaque africaine ; les Açores sont situées sur la jonction triple entre les plaques africaine, eurasiatique et nord-américaine,,.
Du point de vue biogéographique, le Cap-Vert fait partie de l'écozone afrotropicale, tandis que les autres archipels font partie de l'écozone paléarctique. L'Agence européenne pour l'environnement classe les trois archipels de l'Union européenne dans une même biorégion, la biorégion macaronésienne (en). Le World Geographical Scheme for Recording Plant Distributions (en) place l'intégralité de la Macaronésie dans le continent botanique d'Afrique.
Historiquement, la découverte et le peuplement des îles de Macaronésie sont relativement récents, liés à leur découverte par les marins portugais et espagnols vers les XIVe et XVe siècles. Probablement connues dès l'Antiquité, les Canaries sont redécouvertes en 1312. L'existence de Madère est attestée sur un portulan en 1352. Les Açores sont découvertes en 1427, le Cap-Vert vers 1456. À l'exception des Canaries, les îles semblent être inhabitées avant l'arrivée des Européens.
En 2022, la population de la Macaronésie est estimée à 3 222 054 habitants, les deux-tiers dans les îles Canaries.

## Toponymie
Le terme Macaronésie dérive du grec ancien Μακάρων νῆσοι / Makárôn nễsoi qui signifie « îles des Bienheureux » ou « îles Fortunées ». Dans la géographie grecque antique, cette expression désigne une île ou un archipel semi-légendaire, un lieu paradisiaque des Enfers situés au-delà des Colonnes d'Hercule (que l'on assimile au détroit de Gibraltar) dans l'océan occidental, aux limites du monde connu.
L'usage du terme pour désigner l'ensemble des archipels atlantiques semble plus récent. En anglais par exemple, Macaronesia n'est pas employé dans son acception actuelle avant 1917.
Le nom est parfois écrit à tort Macronésie, par analogie incorrecte avec la Micronésie, un archipel de l'océan Pacifique sans aucun rapport, dont le nom dérive aussi du grec ancien.

## Archipels
| Drapeau  | Archipel | Pays     | Population | Population | Superficie | Superficie |
| Drapeau  | Archipel | Pays     | Hab.       | %          | km²        | %          |
| -------- | -------- | -------- | ---------- | ---------- | ---------- | ---------- |
| Açores   | Açores   | Portugal | 236 413    | 7 %        | 2 333      | 16 %       |
| Canaries | Canaries | Espagne  | 2 246 370  | 68 %       | 7 447      | 51 %       |
| Cap-Vert | Cap-Vert | Cap-Vert | 583 255    | 18 %       | 4 033      | 28 %       |
| Madère   | Madère   | Portugal | 250 769    | 8 %        | 801        | 5 %        |
| Total    | Total    | Total    | 3 316 807  | 100 %      | 14 614     | 100 %      |

## Culture
La Macaronésie est une entité géographique qui partage une histoire, des liens culturels (architecture, folklore, artisanat, etc), et surtout une flore et une faune analogues : formations sèches à dragonniers, laurisylve et nombreux autres genres et espèces communs (Aichryson, Diplazium, Woodwardia, Ranunculus cortusifolius, etc), oiseaux (serin des Canaries), etc.
La Macaronésie est l'espace du programme de coopération transfrontalière européen INTERREG III-B Macaronésie entre les gouvernements espagnol, portugais et capverdien.